# Ilari Äijälä
Ilari Äijälä (ur. 30 września 1986 w Helsinkach) – fiński piłkarz, grający na pozycji obrońcy.

## Kariera klubowa
Äijälä profesjonalną karierę rozpoczynał w HJK Helsinki. Kolejnymi zespołami, w których występował były Klubi-04, ponownie HJK Helsinki i FC KooTeePee. W 2008 roku trafił do Myllykosken Pallo -47, w którym spędził trzy sezony. Od 2011 do 2015 r. był graczem klubu FC Honka. 15 stycznia 2015 przeszedł do FC KTP. 1 stycznia 2016 r. został piłkarzem Pallokerho-35. 30 sierpnia 2016 powrócił do FC Honka. 1 stycznia 2018 roku zakończył karierę piłkarską.

## Kariera reprezentacyjna
W reprezentacji Finlandii zadebiutował 22 stycznia 2012 roku w towarzyskim meczu przeciwko Trynidadowi i Tobago. Na boisku pojawił się w 87 minucie. Do tej pory w narodowych barwach zagrał w jednym meczu (stan na 30 czerwca 2013).
| Mecze i gole w reprezentacji | Mecze i gole w reprezentacji | Mecze i gole w reprezentacji     | Mecze i gole w reprezentacji | Mecze i gole w reprezentacji | Mecze i gole w reprezentacji | Mecze i gole w reprezentacji |
| #                            | Data                         | Stadion                          | Rywal                        | Wynik                        | Gol                          | Rozgrywki                    |
| 2012                         | 2012                         | 2012                             | 2012                         | 2012                         | 2012                         | 2012                         |
| ---------------------------- | ---------------------------- | -------------------------------- | ---------------------------- | ---------------------------- | ---------------------------- | ---------------------------- |
| 1.                           | 22.01.2012                   | Port-of-Spain, Trynidad i Tobago | Trynidad i Tobago            | 3:2                          | 0                            | towarzyski                   |

## Sukcesy
- Puchar Finlandii: 2006 (HJK); 2012 (Honka)
- Puchar Ligi Fińskiej: 2011 (Honka)